# Theodor Loos
Theodor Loos, född 18 maj 1883 i Zwingenberg i Hessen, död 27 juni 1954 i Stuttgart, var en tysk skådespelare. Han medverkade i nära 200 filmer under åren 1913-1954. Han var engagerad vid bland annat Deutsches Theater, Berlin under Max Reinhardts ledning.

## Filmografi i urval
- 1922 – Othello
- 1924 – Die Nibelungen (del 1 och 2)
- 1927 – Metropolis
- 1928 – Spionen (ej krediterad)
- 1931 – M
- 1931 – Kärlek och spionage
- 1932 – Skottet i daggryningen
- 1933 – En viss Herr Gran
- 1933 – Dr. Mabuses testamente
- 1936 – Revolt
- 1936 – Slutackord
- 1937 – Före solnedgången
- 1940 – Jud Süss
- 1942 – Die Entlassung
- 1942 – Rembrandt – målaren och hans modeller
- 1943 – Titanic
- 1945 – Shiva und die Galgenblume